# Welkenraedt
Welkenraedt [wɛlkɛnʁat] (nld. Welkenraat, niem. Welkenrath, wa. Welkenrote, grp. Wälekete) – miejscowość i gmina (commune) w Belgii, w Regionie Walońskim, w prowincji Liège, w okręgu Verviers. 1 stycznia 2024 roku liczyła 10 464 mieszkańców.

## Podział administracyjny
W skład gminy wchodzi jedna dzielnica (section):
- Henri-Chapelle (Hendrik-Kapelle / Heinrichskapelle)

## Współpraca
Miejscowości partnerskie:
- Epfig, Francja
- Nove, Włochy